# Carlo Zangarini
Carlo Zangarini est un librettiste et dramaturge italien, également réalisateur, scénariste et professeur d'art dramatique, né le 9 décembre 1874 à Bologne (Italie), ville où il est mort le 19 juillet 1943.

## Œuvres

### Librettiste et dramaturge
- Heremus, poème symphonique, musique de Primo Riccitelli (vers 1900)
- Zaza, opéra en quatre actes, musique de Ruggero Leoncavallo, livret Leoncavallo et Zangarini (1900)
- Catullo, drame lyrique en quatre actes (1904)
- Spunti d'anima (1905)
- Hans: il suonatore di flauto, opéra comique en trois actes, musique de Luigi Ganne, livret Maurice Vaucaire et Zangarini (1907)
- Berta alla siepe, tableau lyrique, musique d'Emanuele Gennai, (1908)
- Terra promessa, musique d'Arrigo Pedrollo (1908)
- Medea, adaptation de Médée de Luigi Cherubini et François-Benoît Hoffmann, livret en italien (1909)
- Saltarello, drame lyrique en trois actes, musique d'Amleto Zecchi (1910)
- La fanciulla del West, La Fille du Far-West, opéra en trois actes, musique de Giacomo Puccini, d’après le drame de David Belasco, livret Guelfo Civinini (it) et Zangarini, (1910)
- Conchita, opéra, en quatre actes, musique de Riccardo Zandonai, d'après La Femme et le Pantin de Pierre Louÿs, livret Maurice Vaucaire et Zangarini (1911)
- Capriccio antico, comédie musicale en trois actes, musique d'Ion Hartulary-Darclée (1912)
- I gioielli della Madonna (Les Joyaux de la Madone), drame lyrique en trois actes, livret et musique d'Ermanno Wolf-Ferrari, livret en italien (1913)
- Amore in maschera, opérette en trois actes, musique d'Ion Hartulary-Darclée (1913)
- Terra promessa, poème dramatique en trois parties, musique d'Arrigo Pedrollo (it) (1914)
- La principessa della Czarda, adaptation de Princesse Czardas d'Emmerich Kálmán, livret de Leo Stein et Béla Jenbach, livret en italien (1915)
- Maria sul Monte, légende lyrique en deux actes, musique de Primo Riccitelli (1916)
- Il santo, drame lyrique en trois actes, musique d'Ubaldo Pacchierotti (1920)
- Il divino Pierrot, tragicomédie moderne en quatre actes (1931)
- Le astuzie di Bertoldo, trois actes et quatre tableaux, musique de Luigi Ferrari Trecate, livret d'Ostilio Lucarini et Zangarini (1935)

### Filmographie

#### Réalisateur
- 1917 : Dall'alba al tramonto
- 1919 : L'abbraccio della vergine di ferro
- 1920 : I milioni della zingara
- 1920 : Il mistero dell'uomo grigio
- 1920 : Il cimitero dei giustiziati
- 1920 : Nella stretta del mistero
- 1920 : La corda al collo
- 1921 : Tra fumi di champagne
- 1922 : La danzatrice cieca

#### Scénariste
- 1921 : Il fantasma dei laghi d'Emilio Graziani-Walter
- 1927 : Frate Francesco de Giulio Antamoro